# Герб Экваториальной Гвинеи
Герб Республики Экваториальная Гвинея был принят 12 октября 1968 года при провозглашении независимости страны от Испании.
На серебряном щите изображено зелёное хлопковое дерево (бомбакс), над щитом по дуге окружности расположены шесть золотых шестиконечных звёзд, символизирующих составляющие территорию страны её континентальную часть (Рио-Муни) и 5 островов (Биоко, Аннобон, Кориско, Большой Элобей и Малый Элобей). Под щитом на серебряной ленте написан чёрными буквами девиз республики «UNIDAD PAZ Y JUSTICIA» (Единство, мир и справедливость)
Во время диктатуры Франсиско Нгемы (1972–79) герб и девиз были изменены: вместо щита с деревом, им стали композиция из различных инструментов и петух. В девиз было добавлено слово «Trabajo» (труд), после свержения Нгемы в 1979, были приняты герб и девиз старого образца.

## Символика
На щите посередине изображено хлопковое дерево. 6 звёзд сверху символизируют регион Рио-Муни и острова Биоко, Аннобон, Кориско, Большой Элобей и Малый Элобей. На белой ленте снизу написан девиз Экваториальной Гвинеи: «Единство, Мир, Справедливость».

## История герба

Герб Португальских территорий в Гвинейском заливе
Герб испанской колонии Рио-Муни
Герб во времена правления Нгемы (1973—1979)